# Convocazioni alla World League di pallavolo 2013
Elenco dei giocatori convocati per la World League 2013.

## Argentina
| N° | Nome              | Ruolo | Data di nascita | Squadra             |
| -- | ----------------- | ----- | --------------- | ------------------- |
| -  | Carlos Weber      | All   | 6 gennaio 1966  | Bolívar             |
| 2  | Iván Castellani   | S/O   | 23 marzo 1991   | Puerto San Martín   |
| 3  | Martín Ramos      | C     | 26 luglio 1991  | UPCN                |
| 5  | Nicolás Uriarte   | P     | 21 marzo 1990   | Skra Bełchatów      |
| 6  | Cristian Poglajen | S     | 14 luglio 1989  | Sarmiento           |
| 9  | Rodrigo Quiroga   | S     | 23 marzo 1987   | Minas               |
| 10 | Nicolás Bruno     | S     | 24 gennaio 1989 | Buenos Aires Unidos |
| 11 | Sebastián Solé    | C     | 12 giugno 1991  | Bolívar             |
| 12 | Federico Pereyra  | S/O   | 19 giugno 1988  | Brolo               |
| 14 | Pablo Crer        | C     | 12 giugno 1989  | Bolívar             |
| 15 | Luciano De Cecco  | P     | 2 giugno 1988   | Piacenza            |
| 16 | Alexis González   | L     | 21 luglio 1981  | Bolívar             |
| 18 | Facundo Santucci  | L     | 6 marzo 1987    | Boca Juniors        |
| 17 | Bruno Romanutti   | S/O   | 5 luglio 1989   | Buenos Aires Unidos |
| 20 | Pablo Bengolea    | S/O   | 8 maggio 1985   | UPCN                |

## Brasile
| N° | Nome                | Ruolo | Data di nascita   | Squadra        |
| -- | ------------------- | ----- | ----------------- | -------------- |
| -  | Bernardo de Rezende | All   | 25 agosto 1959    | Rio de Janeiro |
| 1  | Bruno de Rezende    | P     | 2 luglio 1986     | RJX            |
| 2  | Isac Santos         | C     | 13 dicembre 1990  | São Bernardo   |
| 3  | Éder Carbonera      | C     | 19 ottobre 1983   | Sesi           |
| 4  | Wallace de Souza    | S/O   | 26 giugno 1987    | Sada           |
| 6  | Leandro Vissotto    | S/O   | 30 aprile 1983    | Ural           |
| 7  | William Arjona      | P     | 31 luglio 1979    | Sada           |
| 8  | Ricardo Lucarelli   | S     | 14 febbraio 1992  | Minas          |
| 10 | Alan Domingos       | L     | 15 febbraio 1980  | BVC            |
| 11 | Thiago Alves        | S     | 26 luglio 1986    | RJX            |
| 12 | Luiz Fonteles       | S     | 19 giugno 1984    | ZAKSA          |
| 13 | Maurício de Souza   | C     | 29 settembre 1988 | Minas          |
| 14 | Renan Buiatti       | S/O   | 10 gennaio 1990   | Sesi           |
| 16 | Lucas Saatkamp      | C     | 6 marzo 1986      | RJX            |
| 18 | Dante do Amaral     | S     | 30 settembre 1980 | RJX            |
| 19 | Mário Pedreira      | L     | 3 maggio 1982     | RJX            |
| 20 | Raphael de Oliveira | P     | 14 giugno 1979    | Trentino       |
| 22 | Maurício Silva      | S     | 4 febbraio 1989   | Sada           |

## Bulgaria
| N° | Nome                | Ruolo | Data di nascita  | Squadra             |
| -- | ------------------- | ----- | ---------------- | ------------------- |
| -  | Camillo Placì       | All   | 11 novembre 1956 | -                   |
| 1  | Georgi Bratoev      | P     | 21 ottobre 1987  | Levski Volej        |
| 2  | Borislav Apostolov  | C     | 7 dicembre 1990  | Marek Junion-Ivkoni |
| 3  | Stojan Samunev      | C     | 15 aprile 1983   | Neftohimik          |
| 4  | Martin Božilov      | L     | 11 aprile 1988   | Marek Junion-Ivkoni |
| 5  | Svetoslav Gocev     | C     | 31 agosto 1990   | BluVolley Verona    |
| 6  | Danail Milušev      | S/O   | 3 febbraio 1984  | Argos               |
| 8  | Todor Skrimov       | S     | 9 gennaio 1990   | Paris               |
| 9  | Dobromir Dimitrov   | P     | 7 luglio 1991    | Pirin               |
| 10 | Valentin Bratoev    | S     | 21 ottobre 1987  | Friedrichshafen     |
| 12 | Viktor Josifov      | C     | 16 ottobre 1985  | New Mater           |
| 13 | Teodor Salparov     | L     | 16 agosto 1982   | Galatasaray         |
| 15 | Todor Aleksiev      | S     | 21 aprile 1983   | Gazprom-Jugra       |
| 16 | Miroslav Gradinarov | S/O   | 10 febbraio 1985 | FC Tokyo            |
| 17 | Nikolaj Penčev      | S     | 22 maggio 1992   | Effector Kielce     |
| 18 | Nikolaj Učikov      | S/O   | 13 aprile 1986   | Trentino            |
| 19 | Cvetan Sokolov      | S/O   | 31 dicembre 1989 | Piemonte            |
| 22 | Ivan Stanev         | P     | 7 luglio 1985    | Neftohimik          |

## Canada
| N° | Nome                   | Ruolo | Data di nascita   | Squadra                  |
| -- | ---------------------- | ----- | ----------------- | ------------------------ |
| -  | Glenn Hoag             | All   | 12 ottobre 1958   | Arkas                    |
| 1  | Louis-Pierre Mainville | C     | 3 aprile 1986     | Canada                   |
| 2  | Nicholas Hoag          | S     | 19 maggio 1992    | Canada                   |
| 3  | Daniel Lewis           | L     | 3 aprile 1976     | ACH Volley               |
| 4  | Joshua Howatson        | P     | 7 ottobre 1984    | Paris                    |
| 5  | Rudy Verhoeff          | C     | 24 giugno 1989    | Trinity Western          |
| 6  | Justin Duff            | C     | 10 maggio 1988    | Jakarta Pertamina Energi |
| 7  | Dallas Soonias         | S/O   | 25 aprile 1984    | Plataneros de Corozal    |
| 8  | Adam Simac             | C     | 9 agosto 1983     | Arkas                    |
| 9  | Dustin Schneider       | P     | 27 febbraio 1985  | Canada                   |
| 10 | Toontje van Lankvelt   | S     | 1º luglio 1984    | Nantes                   |
| 11 | Steve Brinkman         | C     | 12 gennaio 1978   | Beijing                  |
| 12 | Gavin Schmitt          | S/O   | 27 gennaio 1986   | Iskra Odincovo           |
| 13 | Olivier Faucher        | P     | 14 settembre 1984 | Pärnu                    |
| 15 | Frederic Winters       | S     | 25 settembre 1982 | Jaroslavič               |
| 17 | Graham Vigrass         | C     | 17 giugno 1989    | Canada                   |
| 18 | John Perrin            | S     | 17 agosto 1989    | Arkas                    |
| 19 | Blair Bann             | L     | 26 febbraio 1988  | Dürener                  |
| 21 | Jason DeRocco          | S     | 19 settembre 1989 | Nantes                   |

## Corea del Sud
| N° | Nome            | Ruolo | Data di nascita   | Squadra                |
| -- | --------------- | ----- | ----------------- | ---------------------- |
| -  | Park Ki-won     | All   | -                 | -                      |
| 1  | Jeon Kwang-in   | S     | 18 settembre 1991 | Sungkyunwan University |
| 2  | Han Sun-soo     | P     | 16 dicembre 1985  | Korean Air Jumbos      |
| 4  | Moon Sung-min   | S     | 14 settembre 1986 | Hyundai Skywalkers     |
| 6  | Lee Min-gyu     | P     | 3 dicembre 1992   | Kyonggi University     |
| 7  | Lee Sun-kyu     | S     | 14 marzo 1981     | Hyundai Skywalkers     |
| 8  | Jil Tae-hwan    | C     | 5 giugno 1986     | Samsung Bluefangs      |
| 9  | Kwak Seung-suk  | S     | 23 marzo 1988     | Korean Air Jumbos      |
| 11 | Park Chul-woo   | S/O   | 25 luglio 1985    | Samsung Bluefangs      |
| 13 | Bu Yong-chan    | L     | 23 marzo 1988     | LIG Greaters           |
| 14 | Seo Jae-duck    | S     | 21 luglio 1989    | KEPCO Vixtorm          |
| 15 | Park Sang-ha    | C     | 4 aprile 1986     | Rush & Cash Dream 6    |
| 16 | Kim Jeong-hwan  | S     | 23 marzo 1988     | Rush & Cash Dream 6    |
| 18 | Shin Yung-suk   | C     | 4 ottobre 1986    | Rush & Cash Dream 6    |
| 19 | Lee Kang-joo    | S     | 30 giugno 1983    | Rush & Cash Dream 6    |
| 20 | Kim Gwang-guk   | P     | 13 agosto 1987    | Rush & Cash Dream 6    |
| 21 | Song Myung-geun | S     | 12 marzo 1993     | Kyeonggi University    |

## Cuba
| N° | Nome             | Ruolo | Data di nascita  | Squadra          |
| -- | ---------------- | ----- | ---------------- | ---------------- |
| -  | Orlando Samuels  | All   | 31 dicembre 1946 |                  |
| 2  | Lian Estrada     | P     | 12 dicembre 1982 | Santiago de Cuba |
| 3  | Gustavo Leyva    | L     | 14 dicembre 1985 | Ciudad Habana    |
| 4  | Javier Jiménez   | S     | 16 novembre 1989 | Matanzas         |
| 5  | Leandro Macías   | P     | 13 febbraio 1990 | Santiago de Cuba |
| 6  | Keibir Gutiérrez | L     | 6 maggio 1987    | Villa Clara      |
| 8  | Rolando Cepeda   | S/O   | 13 marzo 1989    | Sancti Spiritus  |
| 10 | Danger Quintana  | C     | 19 maggio 1994   | Ciudad Habana    |
| 11 | Lázaro Fundora   | S     | 13 febbraio 1994 | Ciudad Habana    |
| 12 | Abrahan Alfonso  | S     | 23 febbraio 1995 | Ciudad Habana    |
| 13 | David Fiel       | C     | 28 agosto 1993   | Ciudad Habana    |
| 14 | Yordan Bisset    | S     | 21 ottobre 1994  | Ciudad Habana    |
| 15 | Dariel Albo      | C     | 11 febbraio 1992 | Ciudad Habana    |
| 16 | Isbel Mesa       | C     | 2 giugno 1989    | Ciudad Habana    |
| 20 | Dayron Arias     | S     | 4 febbraio 1994  | Cien Fuegos      |

## Finlandia
| N° | Nome                | Ruolo | Data di nascita  | Squadra               |
| -- | ------------------- | ----- | ---------------- | --------------------- |
| -  | Tuomas Sammelvuo    | All   | 16 febbraio 1976 | Lokomotiv Novosibirsk |
| 2  | Eemi Tervaportti    | P     | 26 luglio 1989   | Roeselare             |
| 3  | Mikko Esko          | P     | 3 settembre 1978 | Nižnij Novgorod       |
| 4  | Lauri Kerminen      | L     | 18 gennaio 1993  | Kokkolan Tiikerit     |
| 5  | Antti Siltala       | S     | 14 marzo 1984    | Argos                 |
| 6  | Niklas Seppänen     | S     | 30 giugno 1993   | Korson Veto           |
| 7  | Matti Hietanen      | S     | 3 gennaio 1983   | Trefl Gdańsk          |
| 10 | Urpo Sivula         | S     | 15 marzo 1988    | Kokkolan Tiikerit     |
| 11 | Juho Rajala         | L     | 6 agosto 1985    | Raision Loimu         |
| 12 | Olli Kunnari        | S     | 2 febbraio 1982  | Vammalan              |
| 13 | Mikko Oivanen       | S/O   | 26 maggio 1986   | Paris                 |
| 14 | Konstantin Shumov   | C     | 15 febbraio 1985 | Unterhaching          |
| 15 | Matti Oivanen       | C     | 26 maggio 1986   | Hurrikaani-Loimaa     |
| 16 | Olli-Pekka Ojansivu | S/O   | 31 dicembre 1987 | Kokkolan Tiikerit     |
| 18 | Jukka Lehtonen      | C     | 22 febbraio 1982 | Lugano                |

## Francia
| N° | Nome                    | Ruolo | Data di nascita  | Squadra        |
| -- | ----------------------- | ----- | ---------------- | -------------- |
| -  | Laurent Tillie          | All   | 1º dicembre 1963 | -              |
| 2  | Jenia Grebennikov       | L     | 13 agosto 1990   | Rennes         |
| 3  | Gérald Hardy-Dessources | C     | 9 febbraio 1983  | Tours          |
| 5  | Rafael Redwitz          | P     | 12 agosto 1980   | Iskra Odincovo |
| 6  | Benjamin Toniutti       | P     | 30 ottobre 1989  | Arago de Sète  |
| 7  | Nicolas Maréchal        | S     | 4 marzo 1987     | Cannes         |
| 8  | Marien Moreau           | S/O   | 25 ottobre 1983  | Cannes         |
| 11 | Julien Lyneel           | S     | 15 aprile 1990   | Montpellier    |
| 12 | Earvin N'Gapeth         | S     | 12 gennaio 1991  | Piemonte       |
| 14 | Nicolas Le Goff         | C     | 15 febbraio 1992 | Montpellier    |
| 15 | Samuel Tuia             | S     | 24 luglio 1986   | Kuzbass        |
| 16 | Kévin Tillie            | S     | 2 novembre 1990  | UC Irvine      |
| 19 | Guillaume Quesque       | S     | 29 aprile 1989   | Modena         |
| 20 | Kévin Le Roux           | C/O   | 15 maggio 1989   | Cannes         |
| 21 | Mory Sidibé             | S/O   | 17 giugno 1987   | ACH Volley     |

## Germania
| N° | Nome               | Ruolo | Data di nascita  | Squadra           |
| -- | ------------------ | ----- | ---------------- | ----------------- |
| -  | Vital Heynen       | All   | -                | -                 |
| 1  | Christian Fromm    | S     | 15 agosto 1990   | Città di Castello |
| 2  | Markus Steuerwald  | L     | 7 marzo 1989     | Paris             |
| 5  | Dirk Westphal      | S     | 31 gennaio 1986  | Roeselare         |
| 6  | Denys Kaliberda    | S     | 24 giugno 1990   | Callipo           |
| 8  | Marcus Böhme       | C     | 25 agosto 1985   | Altotevere        |
| 9  | Björn Höhne        | S     | 27 marzo 1991    | Charlottenburg    |
| 10 | Jochen Schöps      | S/O   | 8 ottobre 1983   | Asseco Resovia    |
| 11 | Lukas Kampa        | P     | 29 novembre 1986 | Lokomotyv Charkiv |
| 12 | Ferdinand Tille    | L     | 8 dicembre 1988  | Arago de Sète     |
| 13 | Simon Hirsch       | C     | 3 aprile 1992    | Unterhaching      |
| 14 | Tom Strohbach      | S     | 27 maggio 1992   | Unterhaching      |
| 15 | Tim Broshog        | C     | 2 dicembre 1987  | Moerser           |
| 17 | Patrick Steuerwald | P     | 3 marzo 1986     | Unterhaching      |
| 20 | Philipp Collin     | C     | 28 ottobre 1990  | Dresden           |

## Giappone
| N° | Nome                | Ruolo | Data di nascita  | Squadra            |
| -- | ------------------- | ----- | ---------------- | ------------------ |
| -  | Gary Sato           | All   | 2 gennaio 1955   | -                  |
| 3  | Takeshi Nagano      | L     | 11 luglio 1985   | Panasonic Panthers |
| 4  | Shigeru Kondoh      | P     | 23 novembre 1982 | Toray Arrows       |
| 5  | Shun Imamura        | P     | 20 luglio 1987   | Sakai Blazers      |
| 6  | Yoshifumi Suzuki    | C     | 31 marzo 1983    | Suntory Sunbirds   |
| 8  | Kazuyoshi Yokota    | C     | 1º maggio 1986   | Sakai Blazers      |
| 11 | Yoshihiko Matsumoto | C     | 7 gennaio 1981   | Sakai Blazers      |
| 12 | Kota Yamamura       | C     | 20 ottobre 1980  | Suntory Sunbirds   |
| 14 | Tatsuya Fukuzawa    | S     | 1º luglio 1986   | Panasonic Panthers |
| 15 | Daisuke Yako        | S     | 7 ottobre 1988   | JT Thunders        |
| 16 | Yūsuke Ishijima     | S     | 9 gennaio 1984   | Sakai Blazers      |
| 17 | Yū Koshikawa        | S     | 30 giugno 1984   | Suntory Sunbirds   |
| 18 | Yūta Yoneyama       | S     | 29 agosto 1984   | Toray Arrows       |
| 19 | Shunsuke Chijiki    | S     | 6 settembre 1989 | Sakai Blazers      |

## Iran
| N° | Nome              | Ruolo | Data di nascita  | Squadra           |
| -- | ----------------- | ----- | ---------------- | ----------------- |
| -  | Julio Velasco     | All   | 9 febbraio 1952  |                   |
| 1  | Shahram Mahmoudi  | S/O   | 20 luglio 1988   | Kalleh Mazandaran |
| 2  | Adel Gholami      | C     | 9 febbraio 1986  | Kalleh Mazandaran |
| 4  | Saeid Marouf      | P     | 20 ottobre 1985  | Urmia             |
| 5  | Farhad Ghaemi     | S     | 28 agosto 1989   | Kalleh Mazandaran |
| 6  | Mohammad Mousavi  | C     | 22 agosto 1987   | Kalleh Mazandaran |
| 7  | Hamzeh Zarini     | S     | 18 ottobre 1985  | Kalleh Mazandaran |
| 8  | Farhad Zarif      | L     | 3 marzo 1983     | Paykan            |
| 10 | Amir Ghafour      | S/O   | 6 giugno 1991    | Barij Essence     |
| 11 | Rahman Davoudi    | S     | 18 febbraio 1988 | Paykan            |
| 12 | Pourya Fayazi     | -     | 12 gennaio 1993  | Saipa             |
| 13 | Mehdi Mahdavi     | S     | 13 febbraio 1984 | ?                 |
| 14 | Arash Keshavarzi  | -     | 16 febbraio 1987 | Paykan            |
| 16 | Armin Tashakkori  | C     | 8 dicembre 1986  | Saipa             |
| 17 | Alireza Jadidi    | C     | 11 febbraio 1989 | Barij Essence     |
| 19 | Arash Kamalvand   | S     | 11 maggio 1989   | Saipa             |
| 20 | Alireza Mobasheri | S     | 10 giugno 1988   | ?                 |

## Italia
| N° | Nome               | Ruolo | Data di nascita   | Squadra            |
| -- | ------------------ | ----- | ----------------- | ------------------ |
| -  | Mauro Berruto      | All   | 8 maggio 1969     | -                  |
| 1  | Thomas Beretta     | C     | 18 aprile 1990    | Milano             |
| 2  | Jiří Kovář         | S     | 10 aprile 1989    | Lube               |
| 3  | Simone Parodi      | S     | 16 giugno 1986    | Lube               |
| 4  | Luca Vettori       | S/O   | 26 aprile 1991    | Piacenza           |
| 9  | Ivan Zaytsev       | S/O   | 2 ottobre 1988    | Lube               |
| 10 | Filippo Lanza      | S     | 3 marzo 1991      | Trentino           |
| 11 | Cristian Savani    | S     | 22 febbraio 1982  | Lube               |
| 12 | Daniele Mazzone    | C     | 4 giugno 1992     | Argos              |
| 13 | Dragan Travica     | P     | 28 agosto 1986    | Lube               |
| 14 | Matteo Piano       | C     | 24 ottobre 1990   | Città di Castello  |
| 15 | Emanuele Birarelli | C     | 8 febbraio 1982   | Trentino           |
| 16 | Michele Baranowicz | P     | 5 agosto 1989     | Modena             |
| 17 | Andrea Giovi       | L     | 19 agosto 1983    | Sir Safety Perugia |
| 19 | Marco Falaschi     | P     | 18 settembre 1987 | New Mater          |
| 20 | Salvatore Rossini  | L     | 13 luglio 1986    | Top Volley Latina  |
| 21 | Michele Fedrizzi   | S     | 21 maggio 1991    | BluVolley Verona   |

## Paesi Bassi
| N° | Nome                    | Ruolo | Data di nascita   | Squadra             |
| -- | ----------------------- | ----- | ----------------- | ------------------- |
| -  | Edwin Benne             | All   | 21 aprile 1965    | -                   |
| 1  | Nimir Abdel-Aziz        | P     | 5 febbraio 1992   | Piemonte            |
| 2  | Nico Freriks            | P     | 22 dicembre 1981  | Moerser             |
| 4  | Thijs ter Horst         | S     | 18 settembre 1991 | BluVolley Verona    |
| 5  | Jelte Maan              | S     | 19 marzo 1986     | Maaseik             |
| 7  | Gijs Jorna              | L     | 30 maggio 1989    | Topvolley Antwerpen |
| 8  | Sebastiaan Van Bemmelen | C     | 18 agosto 1989    | Topvolley Antwerpen |
| 9  | Ewoud Gommans           | S     | 17 novembre 1990  | Unterhaching        |
| 10 | Jeroen Rauwerdink       | C     | 13 settembre 1985 | Top Volley Latina   |
| 12 | Wytze Kooistra          | C     | 3 giugno 1982     | Skra Bełchatów      |
| 13 | Maarten van Garderen    | S     | 24 gennaio 1990   | Corigliano Volley   |
| 14 | Niels Klapwijk          | S/O   | 19 settembre 1985 | Callipo             |
| 15 | Thomas Koelewijn        | C     | 18 dicembre 1988  | Topvolley Antwerpen |
| 16 | Robin Overbeeke         | S/O   | 21 marzo 1989     | Asse-Lennik         |
| 17 | Johannes Bontje         | C     | 21 maggio 1981    | Jastrzębski Węgiel  |

## Polonia
| N° | Nome               | Ruolo | Data di nascita   | Squadra                  |
| -- | ------------------ | ----- | ----------------- | ------------------------ |
| -  | Andrea Anastasi    | All   | 8 ottobre 1960    | -                        |
| 1  | Piotr Nowakowski   | C     | 18 dicembre 1987  | Asseco Resovia           |
| 2  | Michał Winiarski   | S     | 28 settembre 1983 | Skra Bełchatów           |
| 3  | Dawid Konarski     | S/O   | 31 agosto 1989    | Łuczniczka Bydgoszcz     |
| 4  | Grzegorz Kosok     | C     | 2 marzo 1986      | Asseco Resovia           |
| 6  | Bartosz Kurek      | S     | 29 agosto 1988    | Dinamo Mosca             |
| 7  | Jakub Jarosz       | S/O   | 2 febbraio 1987   | Top Volley Latina        |
| 8  | Andrzej Wrona      | C     | 27 dicembre 1988  | Łuczniczka Bydgoszcz     |
| 9  | Zbigniew Bartman   | S/O   | 4 maggio 1987     | Asseco Resovia           |
| 11 | Fabian Drzyzga     | P     | 3 gennaio 1990    | AZS Politecnica Varsavia |
| 13 | Michał Kubiak      | S     | 18 luglio 1988    | Jastrzębski Węgiel       |
| 14 | Michał Ruciak      | S     | 22 agosto 1983    | ZAKSA                    |
| 15 | Łukasz Żygadło     | P     | 2 agosto 1979     | Fakel                    |
| 16 | Krzysztof Ignaczak | L     | 15 maggio 1978    | Asseco Resovia           |
| 17 | Paweł Zatorski     | L     | 21 giugno 1990    | Skra Bełchatów           |
| 18 | Marcin Możdżonek   | C     | 9 febbraio 1985   | Skra Bełchatów           |

## Portogallo
| N° | Nome               | Ruolo | Data di nascita   | Squadra            |
| -- | ------------------ | ----- | ----------------- | ------------------ |
| -  | Flavio Gulinelli   | All   | 14 giugno 1958    | New Mater          |
| 1  | Marcel Gil         | C     | 8 maggio 1990     | Bottrop 90         |
| 2  | Ubirajara Pereira  | C     | 25 agosto 1970    | Castêlo da Maia    |
| 4  | João Coelho        | L     | 26 giugno 1981    | Benfica            |
| 5  | Marco Ferreira     | S/O   | 4 ottobre 1987    | New Mater          |
| 6  | Alexandre Ferreira | S     | 13 novembre 1991  | New Mater          |
| 7  | Ivo Casas          | L     | 21 settembre 1992 | Castêlo da Maia    |
| 8  | Tiago Violas       | P     | 27 marzo 1989     | Jastrzębski Węgiel |
| 9  | Nuno Pinheiro      | P     | 31 dicembre 1984  | Tours              |
| 12 | Joao Jose          | C     | 7 giugno 1978     | Friedrichshafen    |
| 13 | Valdir Sequeira    | S/O   | 21 novembre 1981  | Aich/Dob           |
| 14 | Idner Martins      | S     | 19 dicembre 1978  | Vienna hotVolleys  |
| 15 | Rui dos Santos     | C     | 24 marzo 1984     | Chênois            |
| 16 | José Gomes         | S     | 21 ottobre 1994   | Vilacondense       |
| 18 | André Lopes        | S     | 12 settembre 1982 | Chaumont           |
| 19 | Ricardo Silva      | -     | 30 agosto 1990    | Espinho            |

## Russia
| N° | Nome               | Ruolo | Data di nascita | Squadra               |
| -- | ------------------ | ----- | --------------- | --------------------- |
| -  | Andrej Voronkov    | All   | 19 maggio 1967  | Lokomotiv Novosibirsk |
| 1  | Sergej Antipkin    | P     | 28 marzo 1986   | Groznyj               |
| 2  | Sergej Makarov     | P     | 28 marzo 1980   | Belogor'e             |
| 3  | Nikolaj Apalikov   | C     | 26 agosto 1982  | Zenit-Kazan           |
| 5  | Sergej Grankin     | P     | 21 gennaio 1985 | Dinamo Mosca          |
| 6  | Evgenij Sivoželez  | S     | 6 agosto 1986   | Zenit-Kazan           |
| 7  | Nikolaj Pavlov     | S/O   | 22 maggio 1982  | Nižnij Novgorod       |
| 9  | Aleksej Spiridonov | S     | 26 giugno 1988  | Ural                  |
| 11 | Andrej Aščev       | C     | 10 maggio 1983  | Ural                  |
| 13 | Dmitrij Muserskij  | C     | 19 ottobre 1988 | Belogor'e             |
| 14 | Artëm Vol'vič      | C     | 22 gennaio 1990 | Lokomotiv Novosibirsk |
| 15 | Dmitrij Il'inych   | S     | 31 gennaio 1987 | Belogor'e             |
| 16 | Aleksej Verbov     | L     | 31 gennaio 1982 | Ural                  |
| 17 | Maksim Michajlov   | S/O   | 19 marzo 1988   | Zenit-Kazan           |
| 19 | Maksim Žigalov     | S/O   | 26 luglio 1989  | Belogor'e             |
| 20 | Artëm Ermakov      | L     | 16 marzo 1982   | Belogor'e             |
| 21 | Il'ja Žilin        | S     | 10 maggio 1985  | Lokomotiv Novosibirsk |

## Serbia
| N° | Nome                    | Ruolo | Data di nascita  | Squadra              |
| -- | ----------------------- | ----- | ---------------- | -------------------- |
| -  | Igor Kolaković          | All   | -                | -                    |
| 1  | Nikola Kovačević        | S     | 14 febbraio 1983 | Asseco Resovia       |
| 2  | Uroš Kovačević          | S     | 6 maggio 1993    | Modena               |
| 3  | Marko Ivović            | S     | 22 dicembre 1990 | Maliye Milli Piyango |
| 5  | Vlado Petković          | P     | 6 gennaio 1983   | Kalleh Mazandaran    |
| 7  | Dragan Stanković        | C     | 18 ottobre 1985  | Lube                 |
| 9  | Nikola Jovović          | P     | 13 febbraio 1992 | Friedrichshafen      |
| 10 | Miloš Nikić             | S     | 31 marzo 1986    | Nižnij Novgorod      |
| 12 | Milan Rašić             | C     | 2 febbraio 1985  | ACH Volley           |
| 14 | Aleksandar Atanasijević | S/O   | 4 settembre 1991 | Skra Bełchatów       |
| 15 | Saša Starović           | S/O   | 19 ottobre 1988  | Lube                 |
| 16 | Aleksa Brđović          | P     | 9 marzo 1993     | Partizan             |
| 18 | Marko Podraščanin       | C     | 29 agosto 1987   | Lube                 |
| 19 | Nikola Rosić            | L     | 5 agosto 1984    | Friedrichshafen      |
| 20 | Srećko Lisinac          | C     | 17 maggio 1992   | AZS Częstochowa      |
| 21 | Nemanja Petrić          | S     | 28 luglio 1987   | Sir Safety Perugia   |

## Stati Uniti
| N° | Nome               | Ruolo | Data di nascita  | Squadra            |
| -- | ------------------ | ----- | ---------------- | ------------------ |
| -  | John Speraw        | All   | -                | UC Los Angeles     |
| 1  | Matthew Anderson   | S     | 18 aprile 1987   | Zenit-Kazan        |
| 4  | David Lee          | C     | 13 novembre 1982 | Zenit-Kazan        |
| 5  | Richard Lambourne  | L     | 6 maggio 1975    | Stati Uniti        |
| 6  | Paul Lotman        | S     | 3 novembre 1985  | Asseco Resovia     |
| 7  | Kawika Shoji       | P     | 11 novembre 1987 | Charlottenburg     |
| 8  | Kyle Caldwell      | P     | 15 marzo 1990    | Maaseik            |
| 9  | Murphy Troy        | O     | 31 maggio 1989   | Top Volley Latina  |
| 10 | Antonio Ciarelli   | S     | 13 aprile 1990   | Stati Uniti        |
| 11 | Brian Thornton     | P     | 22 aprile 1985   | Stati Uniti        |
| 12 | Russell Holmes     | C     | 1º luglio 1982   | Jastrzębski Węgiel |
| 13 | Matthew Rawson     | C     | 29 ottobre 1986  | Cannes             |
| 15 | Carson Clark       | O     | 30 gennaio 1989  | Montpellier        |
| 16 | Jayson Jablonsky   | S     | 23 luglio 1985   | Al-Ahly            |
| 17 | Maxwell Holt       | C     | 12 marzo 1987    | Piacenza           |
| 18 | Garrett Muagututia | S     | 26 febbraio 1988 | Stati Uniti        |
| 20 | David Smith        | C     | 15 maggio 1985   | Tours              |
| 22 | Erik Shoji         | L     | 24 agosto 1989   | Mitteldeutschland  |